# Латрепирдин
Латрепирдин (Димебон) — антигистаминное лекарственное средство карболинового ряда. Проходил клинические испытания как средство для терапии болезни Альцгеймера, однако третья фаза испытаний не подтвердила эффективность латрепирдина при этом заболевании.

## История
Данный препарат был впервые синтезирован в Институте физиологически активных веществ РАН и МГУ им. М. В. Ломоносова в 1963 году химиками Алексеем Николаевичем Костом и Мариной Абрамовной Юровской. У нового препарата обнаружились противоаллергические свойства. Выпуск начался в 1983 на заводе Органика. За следующие 14 лет российскими врачами было выписано 10 млн курсов димебона. С 1997 года Органика прекратило выпуск этого препарата. Нейропротекторные свойства препарата Димебон выявлены в Институте физиологически активных веществ РАН в середине 90-х годов. В 1997—1999 проводились клинические испытания по неврологическим свойствам препарата. С 1999 был оформлен патент на медицинские свойства данного препарата.

## Фармакологическое действие
Латрепирдин является блокатором Н1-рецепторов. Оказывает выраженное противогистаминное и частичное антисеротониновое действие. Оказывает седативный эффект. Предупреждает развитие анафилактического шока, уменьшает зуд и выраженность местных экссудативных проявлений, уменьшает проницаемость сосудов. После назначения выраженность аллергических реакций уменьшается в течение 2-3 сут.

## Показания
Аллергические заболевания век, конъюнктивит; поллиноз, крапивница, сенная лихорадка, пищевая и косметическая аллергия, лекарственная аллергия, ангионевротический отек, атопический дерматит, диффузный нейродермит; аллергические и воспалительные заболевания глаз; ожоговая токсемия; аллергические реакции: отёк, зуд; экзема; реакции, связанные с укусами насекомых.

## Противопоказания
Гиперчувствительность, беременность, период лактации.

## Режим дозирования
Внутрь, независимо от приема пищи, взрослым — по 10-20 мг 2-3 раза в сутки. В зависимости от выраженности проявлений аллергической реакции курс лечения — 5-12 дней. Суточная доза для детей: в возрасте до 1 года — 5-7.5 мг, 1-2 года — 5-15 мг, 3-5 лет — 7.5-30 мг, старше 5 лет — 20-40 мг; назначают в 2-3 приема.

## Побочные эффекты
Сухость во рту, онемение слизистой оболочки полости рта, сонливость, снижение способности к концентрации внимания.

## Особые указания
Применение при беременности и лактации возможно только по строгим показаниям. В период лечения необходимо соблюдать осторожность при вождении автотранспорта и занятии др. потенциально опасными видами деятельности, требующими повышенной концентрации внимания и быстроты психомоторных реакций (на время приема препарата данной категории лиц их следует освобождать от работы).

## Взаимодействие
Усиливается угнетающее действие на центральную нервную систему при одновременном приеме снотворных и анксиолитических лекарственных средств (транквилизаторов), антидепрессантов, антипсихотических лекарственных средств (нейролептиков), наркотических анальгетиков.

## Физические свойства
Белый или белый с желтоватым оттенком мелкокристаллический порошок, гигроскопичен. Легко растворим в воде, умеренно — в спирте.

## Форма выпуска
Форма выпуска: таблетки по 0,01 и 0,0025 г (2,5 мг; для детей).

## Дополнительные назначения
Не так давно вышла статья, описывающая результаты клинического исследования применения латрепирдина в качестве терапии болезни Альцгеймера. Доступен перевод реферата статьи на русский. Права на использование препарата Димебон для лечения болезни Альцгеймера принадлежат компании Pfizer.